# Аррьен
Аррье́н (фр. Arrien) — коммуна во Франции, находится в регионе Аквитания. Департамент — Атлантические Пиренеи. Входит в состав кантона Пе-де-Морлаас и дю Монтанерес. Округ коммуны — По.
Код INSEE коммуны — 64053.

## География

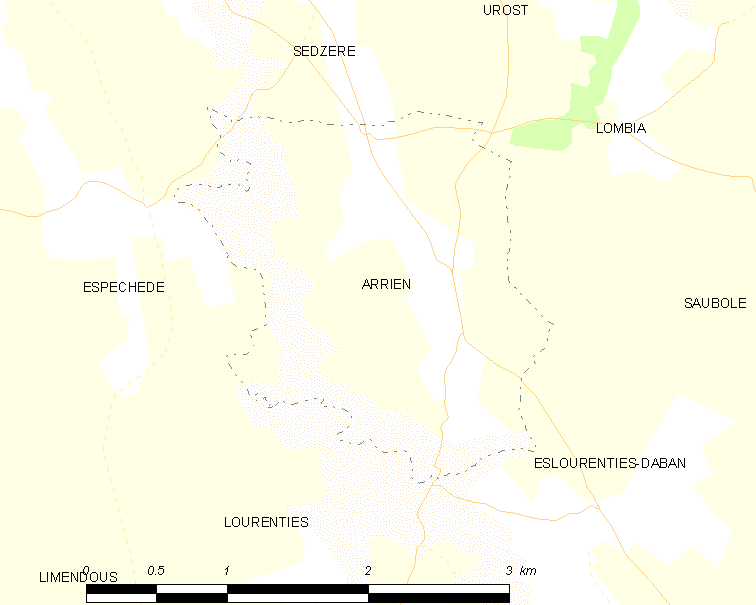
Карта коммуны

Коммуна расположена приблизительно в 650 км к югу от Парижа, в 175 км южнее Бордо, в 18 км к востоку от По.
На юге коммуны протекает река Габас.

### Климат
Климат тёплый океанический. Зима мягкая, средняя температура января — от +5°С до +13°С, температуры ниже −10 °C бывают редко. Снег выпадает около 15 дней в году с ноября по апрель. Максимальная температура летом порядка 20-30 °C, выше 35 °C бывает очень редко. Количество осадков высокое, порядка 1100 мм в год. Характерна безветренная погода, сильные ветры очень редки.

## Население
Население коммуны на 2010 год составляло 154 человека.
| 1962 | 1968 | 1975 | 1982 | 1990 | 1999 | 2010 |
| ---- | ---- | ---- | ---- | ---- | ---- | ---- |
| 132  | 125  | 112  | 120  | 138  | 135  | 154  |

## Администрация
| Период | Период | Фамилия         | Партия | Примечания |
| ------ | ------ | --------------- | ------ | ---------- |
| 1959   | 1983   | Пьер Кантон     |        |            |
| 1983   | 1995   | Андре Казалис   |        |            |
| 1995   | 2001   | Жан Кантон      |        |            |
| 2001   | 2005   | Жан-Луи Казалис |        |            |
| 2005   | 2008   | Бернар Жоан     |        |            |
| 2008   | 2020   | Мартин Лусто    |        |            |

## Экономика
В 2010 году среди 103 человек трудоспособного возраста (15-64 лет) 77 были экономически активными, 26 — неактивными (показатель активности — 74,8 %, в 1999 году было 69,3 %). Из 77 активных жителей работали 73 человека (37 мужчин и 36 женщин), безработных было 4 (3 мужчин и 1 женщина). Среди 26 неактивных 9 человек были учениками или студентами, 10 — пенсионерами, 7 были неактивными по другим причинам.

## Достопримечательности
- Церковь Св. Иоанна Крестителя (XIX век)[4]

## Фотогалерея

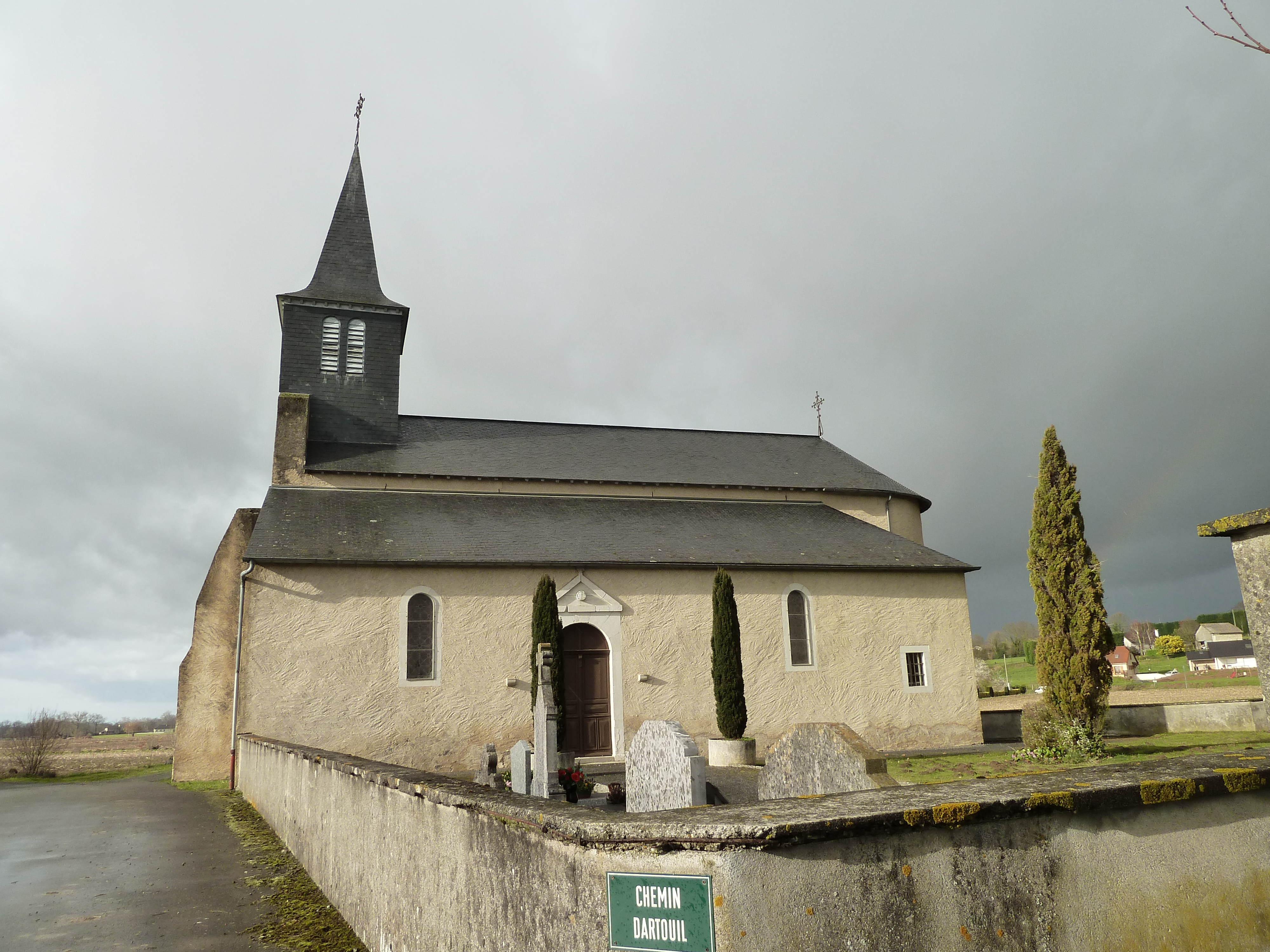
Церковь Св. Иоанна Крестителя
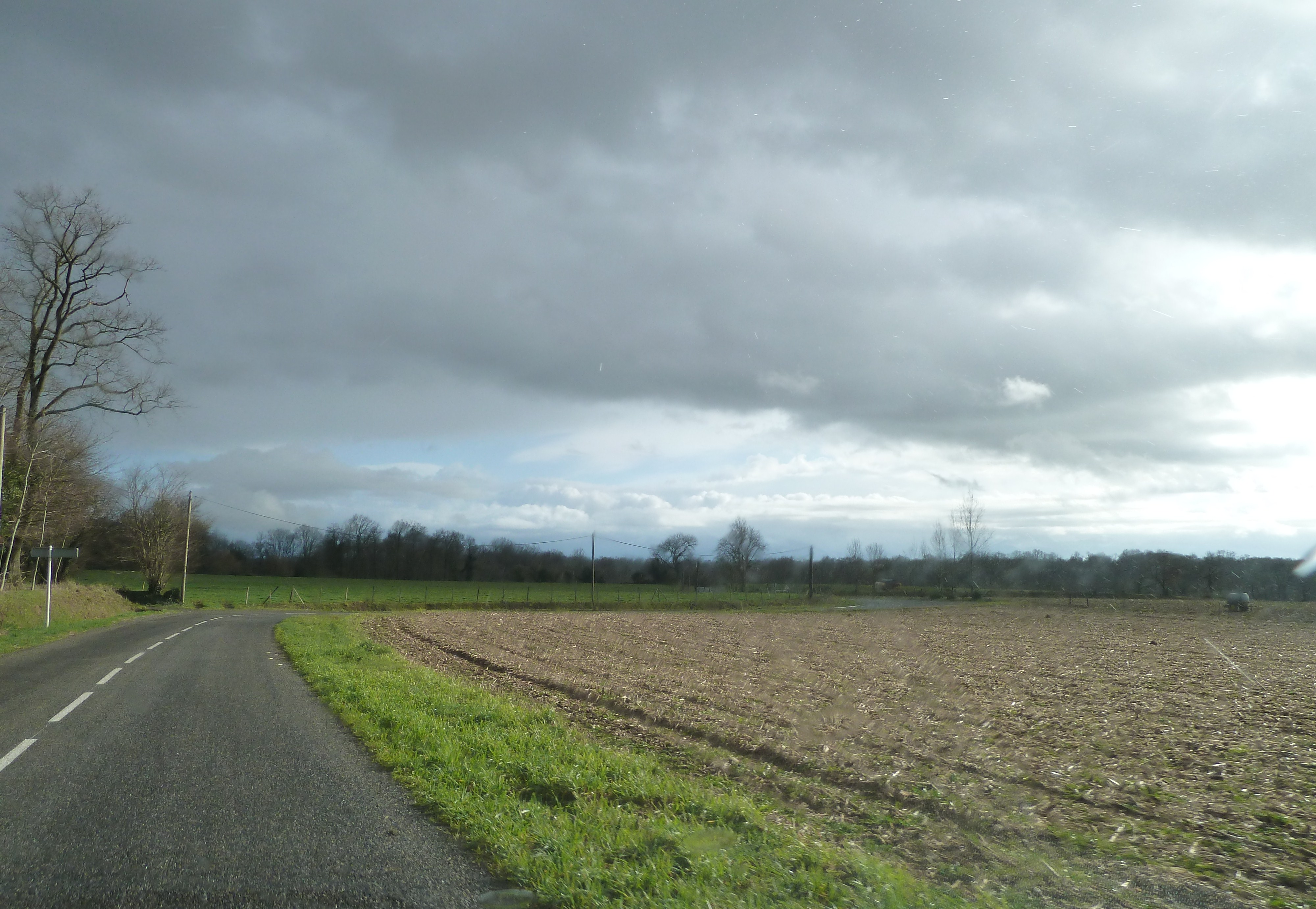